# Anahita maolan
Anahita maolan is een spinnensoort in de taxonomische indeling van de kamspinnen (Ctenidae).
Het dier behoort tot het geslacht Anahita. De wetenschappelijke naam van de soort werd voor het eerst geldig gepubliceerd in 1999 door Zhu, Jun Chen & Da-xiang Song.